# Peucedanum caffrum
Peucedanum caffrum là một loài thực vật có hoa trong họ Hoa tán. Loài này được Phil. miêu tả khoa học đầu tiên.